# Norsk Hydro

Logo przedsiębiorstwa

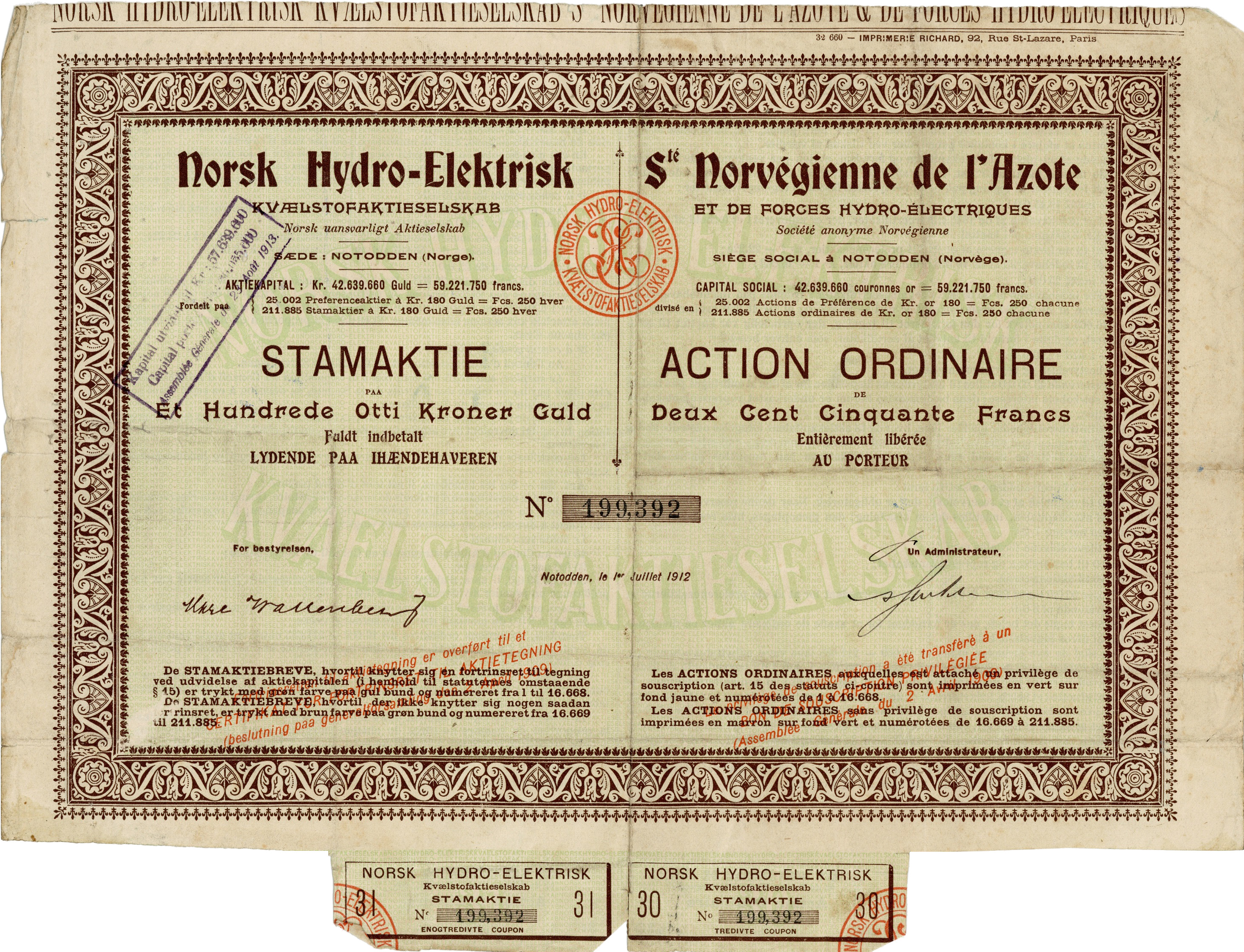
Akcja Norsk Hydro-Elektrisk Kvælstofaktieselskab o nominale 180 koron w złocie = 250 franków, wydana 1 lipca 1912 r. w Notodden, w oryginale podpisana przez Knuta Agathona Wallenberga dla Zarządu, od 1914 r. ministra spraw zagranicznych Szwecji

Norsk Hydro ASA (często nazywany po prostu Hydro) – norweskie przedsiębiorstwo produkujące aluminium i energię odnawialną z siedzibą w Oslo. Jest jednym z największych producentów aluminium na świecie. Działa w około 50 krajach. Państwo norweskie jest właścicielem 34,3% spółki za pośrednictwem Ministerstwa Handlu, Przemysłu i Rybołówstwa. Kolejne 6,5% należy do Folketrygdfond, który zarządza Rządowym Funduszem Emerytalnym Norwegii. Norsk Hydro zatrudnia około 35 000 osób. 